# 4083 Jody
4083 Jody este un asteroid din centura principală, descoperit pe 12 februarie 1985 de Carolyn Shoemaker.